# Gare d'Hybo
La gare d’Hybo (suédois: Hybo station) est une gare ferroviaire suédoise située dans la localité d'Hybo sur la commune de Ljusdal.
La gare, mise en servie en 1888 et fermée depuis 1971, dispose d'un bâtiment principale historique protégé (Byggnadsminne).

## Situation ferroviaire
Établie à 124 mètres d'altitude, la gare d'Hybo est située sur la ligne de chemin de fer entre Hudiksvall et Ljusdal.

## Histoire
La gare d'Hybo est ouverte lors de la mise en service du chemin de fer d'Hudiksvall à Ljusdal pendant l'été 1888.

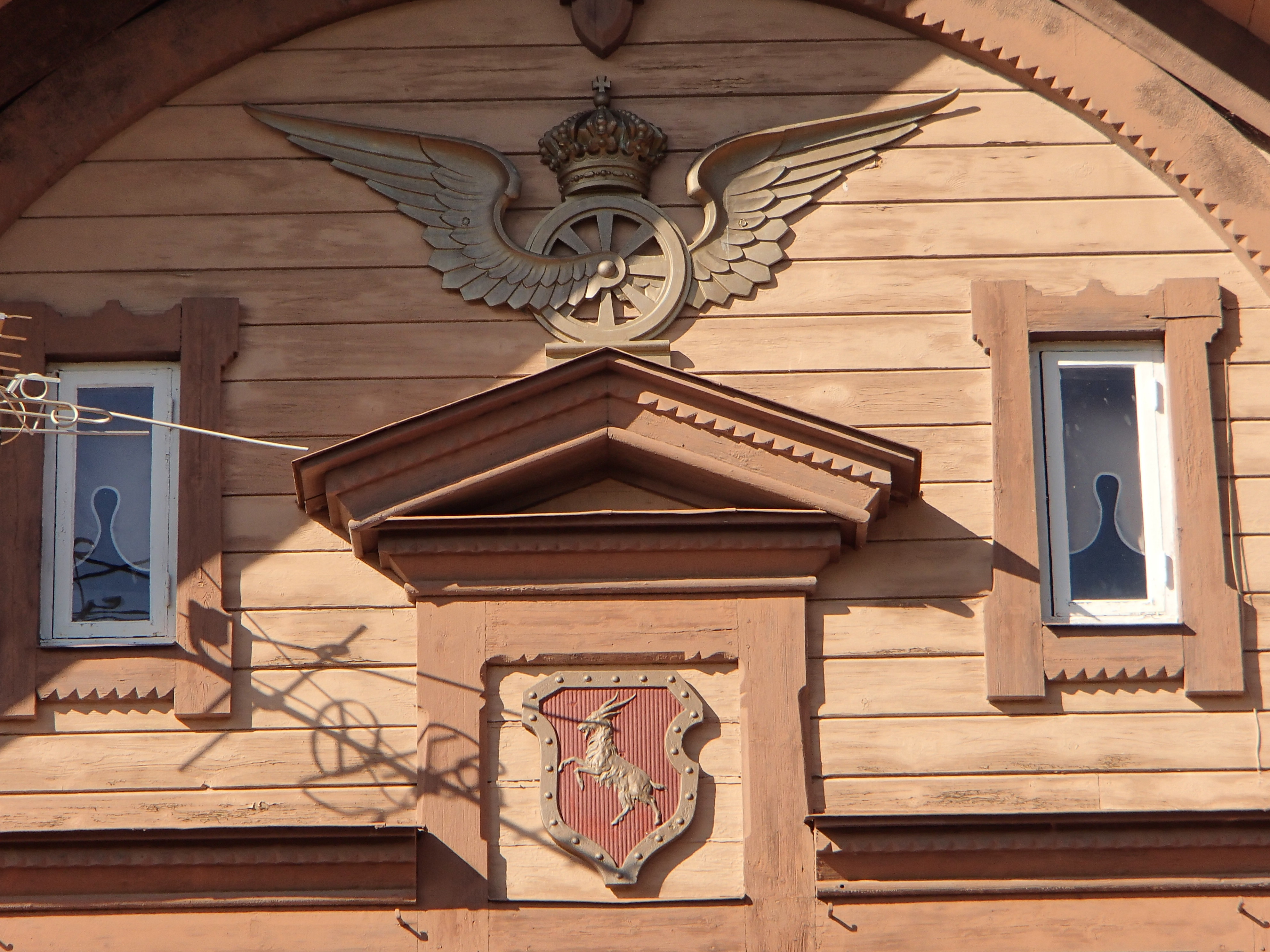
Détail de la façade.

La gare est un œuvre de l’architecte en chef de la SJ de l’époque, A W Edelsvärd. Le même type de gare avait été construit en 1877 à Olskroken (Göteborg) et en 1885 à Kimstad (Östergötland). Selon le même plan, les gares d’Hybo et de Näsviken ont ensuite été construites le long de la ligne de Hudiksvall - Ljusdal. Hybo est la mieux conservée de ces gares.
La gare d’Hybo et les bâtiments associés ont commencé à être construits en 1886. Le bâtiment de la gare présente un logement pour l'inspecteur de la gare à l'étage supérieur. Sur le terrain de la gare, il y a aussi des logements pour le personnel, un entrepôt, une grande cave en pierre, un quai de chargement, une digue et un belvédère pour l'inspecteur de la station ont été installés à proximité. Plus loin dans la cour, il y avait deux cabines de gardes de la voie, une pompe à eau pour une locomotive à vapeur et une balance pour le bois et les chariots .
L'éclairage électrique est introduite à la gare d'Hybo en 1890 .
La gare devient l'une des plus importantes de la région d'Hälsingland, car tout le transport de bois provenant de la scie à vapeur de Hybo était acheminé par voie ferrée. La scierie a été fermée à la fin des années 1930 et lorsque les transports de bois ont cessé, le trafic de marchandises vers Hybo devient de moins en moins important. Le SJ ferme la gare en 1971.

## Patrimoine ferroviaire

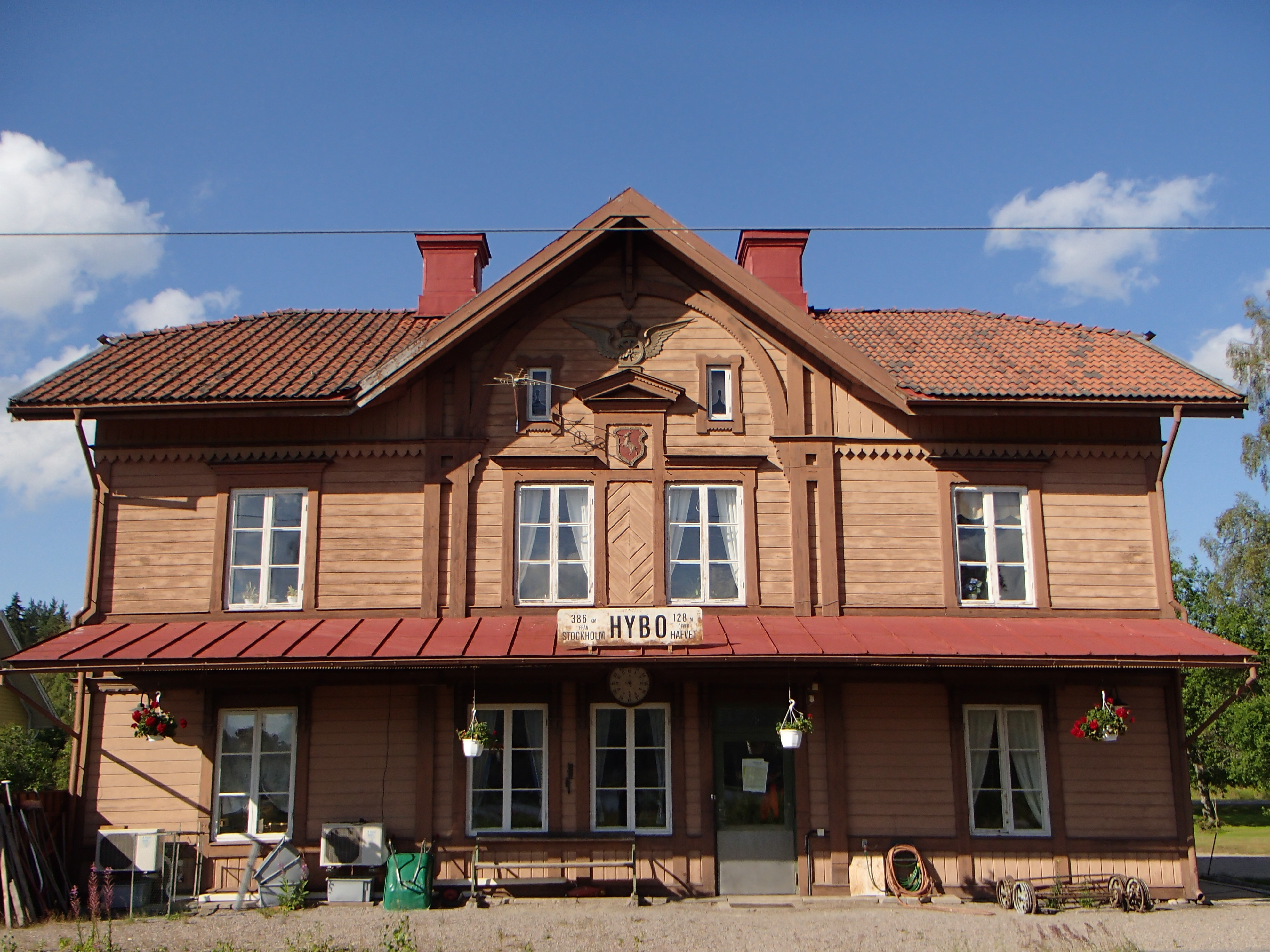
Façade du bâtiment en 2014.

Après la fermeture il est prévu de démonter les bâtiments et de les transférer au musée du chemin de fer de Gävle. Un groupe local se rassemble pour préserver la gare .
En 1984 et 1985, le bâtiment a été rénové à l’extérieur et il était prévu de loger un appartement à l’étage supérieur et des salles d’activités à l’étage inférieur .
La gare est un bâtiment historique protégé (Byggnadsminne) (#21300000012382) par la direction nationale du patrimoine de Suède (Riksantikvarieämbetet).